# Bun Hay Mean
Pour les articles homonymes, voir Mean.
Bun Hay Mean, également connu sous le surnom « Chinois marrant », est un humoriste et comédien français, né le 29 novembre 1981 à Lormont (Gironde) et mort le 10 juillet 2025 à Paris.
Il est révélé par le Jamel Comedy Club en 2014, et se produit ensuite en tournées nationales et internationales ainsi que dans plusieurs salles parisiennes, notamment à l'Apollo Théâtre, L'Européen, La Nouvelle Ève et Le Grand Rex.

## Biographie

### Jeunesse et éducation
Bun Hay Mean naît le 29 novembre 1981 à Lormont (Gironde), d'une mère chinoise et d'un père cambodgien,. Ses parents s'installent dans la banlieue bordelaise en 1977, après avoir fui le régime des Khmers rouges,. Durant son adolescence, il commence à écrire des sketchs et à se produire en stand-up dans différents cafés de Bordeaux, tout en suivant des cours d’improvisation en parallèle de ses études,.
Après avoir obtenu une licence d'informatique, il commence à travailler mais fait un abandon de poste et décide de quitter Bordeaux à 24 ans pour entamer une carrière d'humoriste à Paris,.

### Débuts
À son arrivée à Paris, Bun Hay Mean connaît une période de précarité, vivant plusieurs mois dans la rue,. Il souffre également pendant dix ans de psoriasis, une maladie inflammatoire de la peau, dont la gravité lui est apparue lorsqu'il a « perdu une grosse touffe de cheveux, de la taille d'une pièce ».

### Carrière
Bun Hay Mean commence sa carrière non pas sur scène mais au cinéma, dans le film De l’huile sur le feu en 2011, puis dans Comme un chef en 2012.
Il continue en parallèle  de se produire dans des cafés et restaurants parisiens jusqu'à être repéré par Alain Degois, fondateur de la compagnie théâtrale du Déclic Théâtre. À cette occasion, il fait la rencontre de nombreux humoristes français dont Kheiron, Kyan Khojandi et Jamel Debbouze, qui lui propose d'intégrer la saison 7 de son émission, le Jamel Comedy Club, en 2014,.
La même année, il se fait vraiment connaître de la scène parisienne en montant son premier spectacle, « Chinois Marrant, dans la légende de Bun Hay Mean ». Fort de son succès, il écrit et joue son second spectacle, Bun Hay Mean, en 2016. Il en profite également pour se produire au Festival du rire de Montreux en 2016 et 2017. Par ailleurs, l'humoriste est apparu dans le film d'Éric Judor, Problemos ou la comédie pour ados, Rattrapage, en 2017. Il a également décroché un rôle dans la série d'Éric Judor, Platane, diffusée sur Canal +.
À la mi-novembre 2022, Bun Hay Mean met un point final à son  troisième spectacle, Le Monde Appartient à ceux qui le Fabriquent, avec deux ultimes représentations au théâtre Marigny. Dans la foulée, l'humoriste annonce à son public les dates de son nouveau one-man-show : intitulé En Récréation. Ce troisième spectacle solo démarre par une tournée de rodage de cinquante dates en province, de mars à juin 2023. Ensuite, à la rentrée 2023, Bun Hay Mean présente son spectacle « Tous égo » à Paris, à l'Européen, salle où l'humoriste s'est déjà produit à de nombreuses reprises par le passé.
Il est aussi au générique du film Astérix et Obélix : L'Empire du Milieu, qui sort au cinéma le 1er février 2023.

### Mort
Il meurt le 10 juillet 2025 à l'âge de 43 ans, après une chute de huit étages depuis un immeuble du 17e arrondissement de Paris. Quelques heures avant son départ pour Montréal où il devait se produire, l'humoriste aurait tenté de récupérer son téléphone tombé dans la gouttière de son balcon, avant de basculer dans le vide,.

## Filmographie

### Cinéma
- 2011 : De l'huile sur le feu de Nicolas Benamou
- 2012 : Comme un chef de Daniel Cohen
- 2017 : Problemos d'Éric Judor
- 2017 : Rattrapage de Tristan Séguéla
- 2020 : En passant pécho de Julien Royal (adaptation de la web-série)
- 2021 : Les Méchants de Mouloud Achour et Dominique Baumard
- 2022 : Classico de Nathanaël Guedj et Adrien Piquet-Gauthier : lui-même
- 2023 : Astérix et Obélix : L'Empire du Milieu de Guillaume Canet : Deng Tsin Qin
- 2024 : Numéro 10 de David Diane : Indi
- 2024 : Les Chèvres ! de Fred Cavayé : L'huissier

### Télévision

#### Séries télévisées
- 2013 : Roxane, la vie sexuelle de ma pote (série télévisée), épisode Adopte un keum : l'Inuit
- 2015 : Reboot : M. Fedor
- 2018 : Craignos
- 2019 : Platane (saison 3) d’Éric Judor
- 2021 : Carrément Craignos
- 2022 : Somin Gazé de Lauren Ransan et Abel Vaccaro[15]

### Doublage
- 2019 : One Piece: Stampede : Donald Moderate
- 2021 : L'Attaque des Titans : un soldat mahr (saison 4, partie 1)

### Clips
- 2010 : Casquette à l'envers de Sexion d'assaut
- 2018 : La Sirène de Demi Portion
- 2021 : Mango de Kore feat Lacrim

## Émissions de télévision
- 2014 : Jamel Comedy Club (Saison 7), Canal +
- 2016 : Festival de Poupet, D8
- 2019 : Clique, Canal+

## Spectacles

### Seuls en scène
- 2014-2015 : Chinois Marrant dans la légende de Bun Hay Mean
- 2016-2017 : Bun Hay Mean
- 2019-2020 : Bun Hay Mean - Le Monde Appartient…  à ceux qui le fabriquent
- 2023 : Tous Ego
- 2025 : Kill Bun[4] (annulé à la suite de sa mort)

### Participations
- 2007 : Comic Hall Stars[16]
- 2016 : Montreux Comedy Festival
- 2017 : Montreux Comedy Festival
- 2017 : Open du rire de Rire & Chansons
- 2019 : Marrakech du rire 2019

## Citation
Dans un entretien Bun Hay Mean déclare : « L’humour, c’est la poésie du désespoir. C’est réussir à rendre acceptable ce qui ne l’est pas ».